# Taofeek Ismaheel
Taofeek Ismaheel, né le 16 juillet 2000 à Lagos au Nigeria, est un footballeur nigérian qui évolue au poste d'ailier droit au Górnik Zabrze.

## Biographie

### Débuts en Norvège
Après une formation au High Buzz (HB) Academy dans son pays d'origine, le Nigeria, Taofeek Ismaheel intègre l'effectif du Skeid Fotball en deuxième division norvégienne en 2019. Il disputera son premier match le 26 mai 2019 contre le Sandnes Ulf après avoir remplacé l'attaquant norvégien David Tavakoli à la 86e minute ce qui n'empêchera à son équipe de conclure le match sur un score vierge de 0-0. Il connaîtra sa première titularisation le 18 septembre 2019 contre le Sogndal Fotball, il sera quand même remplacé à la 83e minute de jeu et son équipe va concéder le match nul sur un score de 2-2. Malgré peu de temps de jeu avec son club avec seulement 2 titularisations, l'ailier aura délivré 2 passes décisives.
C'est la saison suivante en 2020 que le nigérian va commencer à monter en puissance malgré la relégation de son club en troisième division norvégienne. Il marquera ses premiers buts en inscrivant un doublé lors d'un match de troisième division norvégienne contre le Florø SK le 29 août 2020. Grâce à sa performance, le Skeid Fotball s'imposera 2-1. Il finira la saison avec 6 réalisations et 2 passes décisives délivrées et sera recruté la saison suivante en 2021 par le Fredrikstad FK, un club de deuxième division norvégienne.
Avec son nouveau club, Taofeek va réaliser une excellente saison après avoir marqué 13 buts et délivré 7 passes décisives en 33 matchs. Il sera récompensé en étant nommé meilleur joueur de championnat.

### Arrivée en France
Taofeek Ismaheel aura tellement fait forte impression qu'il sera recruté lors du mercato hivernal par un club de Ligue 1, le FC Lorient. Il s'engagera au club breton jusqu'en 2025. Mais avant de connaître ce prestigieux championnat, il sera prêté au club de première division norvégienne, le Vålerenga IF, pendant 6 mois. Son court passage aboutira à un but marqué en 12 matchs. C'est depuis juillet 2022 que l'ailier s'entraîne avec le FC Lorient.

## Palmarès

### En club
- SK Beveren :
  - Vice-champion de Challenger Pro League en 2023.

## Statistiques
| Saison                | Club                  | Championnat           | Championnat | Championnat | Championnat | Coupe(s) nationale(s) | Coupe(s) nationale(s) | Coupe(s) nationale(s) | Autres compétitions | Autres compétitions | Autres compétitions | Autres compétitions | Total | Total | Total |
| Saison                | Club                  | Division              | M.          | B.          | P.d.        | M.                    | B.                    | P.d.                  | Comp.               | M.                  | B.                  | P.d.                | M.    | B.    | P.d.  |
| 2019                  | Skeid Fotball         | 1. divisjon           | 16          | 0           | 2           | 1                     | 0                     | 0                     | -                   | -                   | -                   | -                   | 17    | 0     | 2     |
| 2020                  | Skeid Fotball         | 2. divisjon           | 18          | 6           | 1           | -                     | -                     | -                     | BR                  | 2                   | 0                   | 0                   | 20    | 6     | 1     |
| Sous-total            | Sous-total            | Sous-total            | 34          | 6           | 3           | 1                     | 0                     | 0                     | -                   | 2                   | 0                   | 0                   | 37    | 6     | 3     |
| 2021                  | Fredrikstad FK        | 1. divisjon           | 30          | 13          | 6           | 2                     | 0                     | 1                     | BR                  | 1                   | 0                   | 1                   | 33    | 13    | 8     |
| 2021-2022             | FC Lorient            | Ligue 1               | -           | -           | -           | -                     | -                     | -                     | -                   | -                   | -                   | -                   | 0     | 0     | 0     |
| 2022                  | Vålerenga IF (prêt)   | Eliteserien           | 9           | 0           | 0           | 3                     | 1                     | 0                     | -                   | -                   | -                   | -                   | 12    | 1     | 0     |
| 2022-2023             | SK Beveren (prêt)     | Division 1B           | 21          | 1           | 6           | 2                     | 1                     | 0                     | -                   | -                   | -                   | -                   | 23    | 2     | 6     |
| 2023-2024             | SK Beveren (prêt)     | Division 1B           | 30          | 6           | 3           | 3                     | 0                     | 0                     | -                   | -                   | -                   | -                   | 33    | 6     | 3     |
| Sous-total            | Sous-total            | Sous-total            | 51          | 7           | 9           | 5                     | 1                     | 0                     | -                   | 0                   | 0                   | 0                   | 56    | 8     | 9     |
| 2024-2025             | Górnik Zabrze         | Ekstraklasa           | 31          | 3           | 4           | 1                     | 0                     | 0                     | -                   | -                   | -                   | -                   | 32    | 3     | 4     |
| 2025-2026             | Górnik Zabrze         | Ekstraklasa           | 3           | 0           | 0           | -                     | -                     | -                     | -                   | -                   | -                   | -                   | 3     | 0     | 0     |
| Sous-total            | Sous-total            | Sous-total            | 34          | 3           | 4           | 1                     | 0                     | 0                     | -                   | 0                   | 0                   | 0                   | 35    | 3     | 4     |
| Total sur la carrière | Total sur la carrière | Total sur la carrière | 158         | 29          | 22          | 12                    | 2                     | 1                     | -                   | 3                   | 0                   | 1                   | 173   | 31    | 24    |